# Restio marlothii
Restio marlothii är en gräsväxtart som beskrevs av Neville Stuart Pillans. Restio marlothii ingår i släktet Restio och familjen Restionaceae. Inga underarter finns listade i Catalogue of Life.